# Shéhérazade (Supervielle)
Shéhérazade ist ein Schauspiel von Jules Supervielle, das am 19. Juli 1948 im Theater auf dem Festival d'Avignon und am Pariser Théâtre Édouard VII uraufgeführt wurde.
Die Uraufführung wurde von Jean Vilar mit Silvia Monfort (Shéhérazde), Jean Davy (Shariar), Michel Vitold (Shazénian), Françoise Spira (Dinharzade) und Robert Hirsch (Chef der Eunuchen) inszeniert. Musik: Georges Delerue. Das Stück erhielt 1949 den Kritikerpreis.

## Handlung
Wie die junge Scheherazade setzt ihr Talent als Geschichtenerzählerin ein, um von Tag zu Tag dem sicheren Tod zu entgehen. Shariar, der allmächtige Sultan, begrüßt seinen linkischen Bruder Shazenian, der von einer Reise zurückgekehrt ist. Shariar will ein reines Wesen heiraten, Scheherazade, die Tochter des Großwesirs. Shariar tötet allerdings seit Jahren jede seiner Frauen direkt nach der Hochzeitsnacht. Sheherazade lässt ihre Geschichten immer unvollendet und verspricht, sie am nächsten Abend weiterzuerzählen. Doch als Shariars Bruder ein Wahrheitsserum trinkt und gesteht, ebenfalls in Sheherazade verliebt zu sein, lässt Shariar sie einsperren. Sie entkommt mit einem fliegenden Pferd. Sie flieht mit Shazenian. Shariar folgt ihr in Begleitung ihrer Schwester Dinharzade und einer Magierin im nun fliegenden Palast.

## Hintergrund
Jules Supervielle widmet seine ganze Aufmerksamkeit dem literarischen Mythos von Scheherazade, zu dessen Verbreitung und Sichtbarkeit er beigetragen hat: „Die Kühnheit von Scheherazade, der sich nur auf die Freuden ihrer Fantasie verlässt, um die Frauen ihres Landes zu retten, die Härte eines Sultans, der nur ein für alle Mal getäuscht werden will, die Unbeholfenheit eines kleinen Bergmonarchen , die unerschöpfliche Freundschaft einer Schwester für die andere Schwester, zwei Brüder, die sich lieben, sich aber noch mehr hassen, und die Liebe, die mit diesen vier Herzen spielt, manchmal stechend, manchmal l 'andere, wenn er nicht plötzlich wie ein Dolch gegen einen von ihnen stößt: Es ist die Zärtlichkeit und Kraft von Tausendundeiner Nacht...“

## Verfilmung
1971 wurde das Stück als Shéhérazade von Pierre Badel verfilmt. In den Hauptrollen: Claude Jade, Pierre Michaël, Alain Mottet und Anicée Alvina.